# Indiakunde
Indiakunde, ook wel indologie, is de studie van de talen in India en de cultuur, religie en geschiedenis van India of Brits-Indië. Het wordt bestudeerd door een Indiakundige, vaak ook aangeduid als Indoloog, hoewel dat ook kan verwijzen naar de Indonesiëkundige.
Dit vakgebied wordt onder andere aan de faculteit Talen en Culturen van India en Tibet van de Universiteit Leiden bestudeerd en het is onderdeel van het huidige departement Oosterse en Slavische studies aan de Katholieke Universiteit Leuven waar onderwijs gegeven wordt in onder andere Sanskriet, Hindoeïsme, en geschiedenis van het moderne India. Voor de Universiteit Gent betreft het de studie van de talen en de culturen van Voor-Indië, geografisch overeenstemmend met de staten India, Pakistan, Bangladesh, Nepal, Bhutan en Sri Lanka.